# Settlement movement
Il Settlement Movement è un movimento nato nel Regno Unito intorno al 1880, e che nel 1920 giunse all'apice della sua popolarità. Fu fondato con il proposito di unire le persone e colmare le disuguaglianze, e di creare una vicinanza fisica e un'interconnessione sociale fra individui di opposta estrazione sociale.
La sua principale caratteristica fu la costruzione di abitazioni (dette settlement house) nei quartieri più poveri, nelle quali i meno abbienti convivevano insieme a volontari provenienti dalla medio-alta borghesia, lieti di condividere la loro istruzione e conoscenza, in secondo luogo contribuendo alla riduzione della povertà.
Nato nel Regno Unito, il movimento poi si diffuse negli Stati Uniti d'America ed in Russia.

## Storia

### Regno Unito
Il movimento nacque nel 1884 con l'apertura della Toynbee Hall presso Tower Hamlets, un sobborgo ad ovest di Londra.
Queste abitazioni differivano radicalmente da quella già presenti negli Stati Uniti d'America perché fornivano generi alimentari, istruzione di base e superiore, grazie alle donazioni di facoltosi residenti nei centri urbani, e - per quanto riguarda l'istruzione- grazie al contributo dei volontari.
L'età vittoriana fu segnata da un aggravarsi del problema della povertà, e da un impulso a questo movimento laddove le università collocavano le dimore degli studenti nelle zone più malfamate, incentivati a vivere e lavorare a contatto con la popolazione residente.
Furono istituite settlement house per l'istruzione, attività sportive, e per l'apprendimento delle arti. Alcune avevano al proprio interno un servizio simile ad una banca di deposito. Questi istituti erano portati ad esempio dai chierici durante le omelie sul tema della povertà, mentre istanze più radicali li accusavano di avere una gestione caratterizzata da moralismo e una indebita regolamentazione del vivere quotidiano.
Il settlement movement affermava che le necessarie riforme sociali avrebbero potuto essere conseguite e accelerate del modo migliore soltanto mediante organizzazioni caritative di diritto privato.

Comune denominatore di queste organizzazioni era l'impegno per l'eradicamento dei fattori costitutivi della povertà, derivanti dalla Rivoluzione Industriale, e dal vissuto dei singoli.
Una rete organizzata di istituzioni di questo tipo fu la British Association of Settlements and Social Action Centres, ancora operante nel Regno Unito. Negli anni del movimento chiamato Vangelo sociale, i coniugi Samuel ed Henrietta Barnett fondarono Toynbey Hall, e la controparte in Oxford House (1884), casa dello studente dell'Università di Oxford per la corrente ortodossa in seno alla Chiesa anglicana d'Inghilterra.
Altri esempio sono Browning Hall, fondata a Walworth nel 1895 da Francis Herbert Stead, e Mansfield House Settlement, sempre nella periferia ad ovest di Londra.
The International Federation of Settlements è il nome della rete mondiale che raccoglie le organizzazioni caritative di questo tipo.
Il movimento diede vita a varie iniziative sociali e modalità innovative di lavoro per migliorare le condizioni di vita delle persone poste ai margini della società civile. Un avvocato insieme ai suoi conoscenti diede vita al servizio di consulenze e assistenza legale Poor Man's Lawyer.
Nel Regno Unito è diffusa l'idea che il Settlement Movement abbia un contributo decisivo nella social work practice: l'applicazione dei liberi professionisti mediante i loro principi e metodi di lavoro nel perseguimento dei valori sociali, e nella disponibilità di migliori servizi sanitari, educativi ed assistenziali.

### Stati Uniti

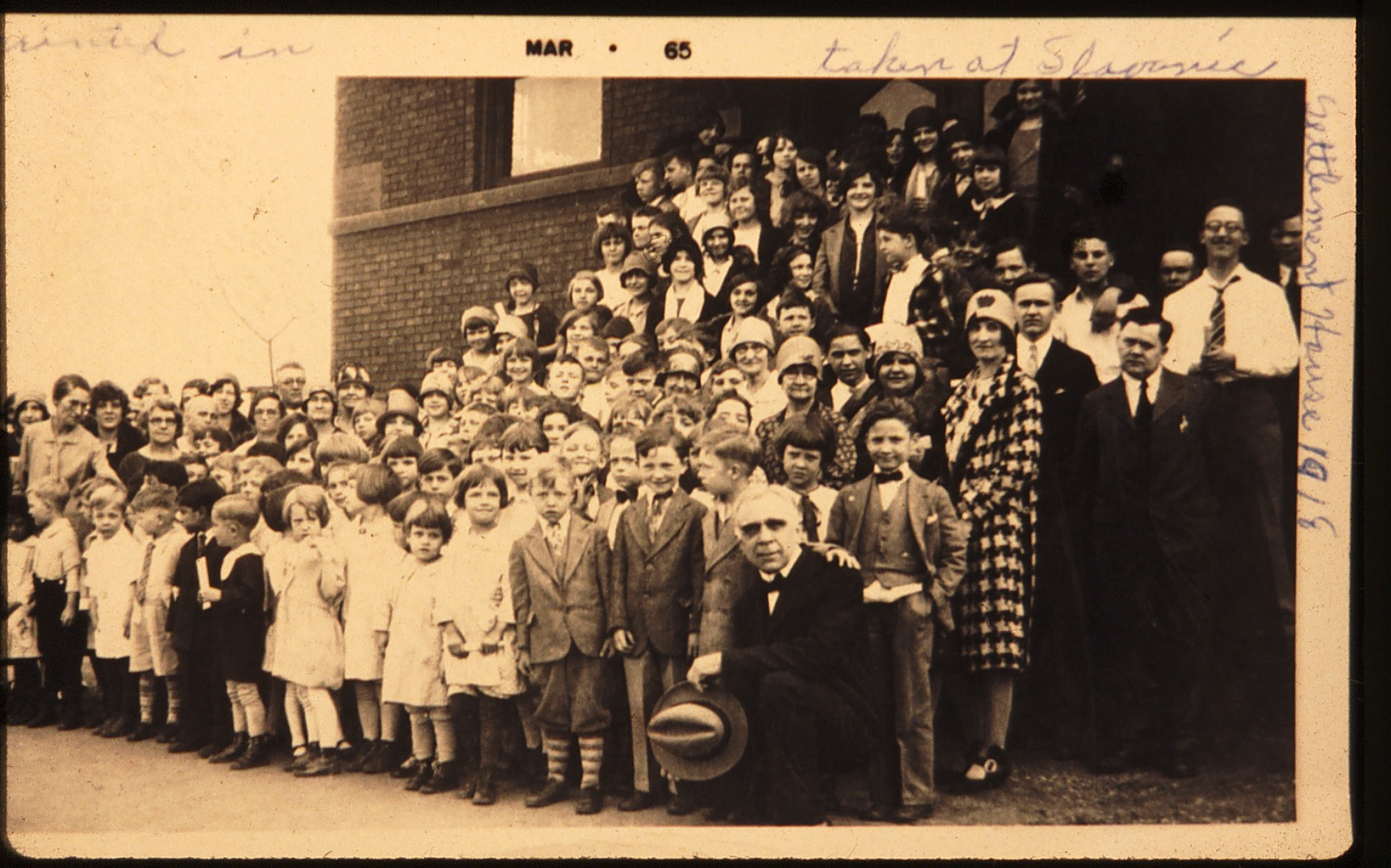
Giovani immigranti dalla Boemia ospitati presso il Lessie Bates Davis Neighborhood House, a East St. Louis (Illinois, 1918)

Tra il 1890 e il 1910, più di 12 milioni di europei emigrarono negli Stati Uniti. Essi provenivano principalmente da Irlanda, Russia, Italia, a formare la manodopera a basso costo richiesta dall'espansione a Occidente seguita alla Guerra Civile. Molti di loro erano concentrati in popolosi caseggiati, privi di qualsiasi pregio architettonico, in precarie condizioni igienico-sanitarie, vivendo in povertà nonostante numerose ore di intense lavoro quotidiano, che rendeva inevitabile il lavoro minorile.

Jacob Riis scrisse il libro "How the Other Half Lives" per diffondere la consapevolezza sulle condizioni di vita dei migranti a New York.
La più nota colonia degli Stati Uniti è la Hull House di Chicago, fondata nel 1889 da Ellen Gates Starr e da Jane Addams, che due anni prima aveva visitato Toynbee Hall. Al contrario di quest'ultima, Hull House non fu un'organizzazione a carattere religioso, e si dedicò a fornire servizi educativi e ricreativi rivolti a donne e minorenni immigrati dall'Europa negli Stati Uniti. Altre importanti residenze in cui si "concretizzarono" le riforme sociali, furono le più antiche residenze degli Stati Uniti: Lenox Hill Neighborhood House (Manhattan, fondata nel 1894), Friendly Inn Settlement House (1874), Henry Street Settlement (Lower East Side di Manhattan, 1893), Hiram House (Cleveland, Ohio, 1896), e l'University Settlement House (Manhattan, 1886). La United Neighborhood Houses è un'associazione che raccoglie 38 unità abitative nella città di New York. Sul modello di queste case coloniche, ispirarono l'apertura di scuole nelle piccole comunità rurali dell'Appalachia (regione compresa fra Alabama, Mississippi e Georgia).
Nel? erano censite 413 settlement house situate in 32 differenti Stati, che salirono a 500 unità durante gli anni '20. Negli anni '30 Dorothy Day, per conto del Movimento dei Lavoratori Cattolici, proseguì con la costruzione di "hospitality houses", basate su finalità e un modello di gestione analoghi.
Le "settlement house" si basavano sull'ipotesi di una "filantropia di tipo scientifico", secondo la quale piuttosto che il dono gratuito ai poveri di generi di conforto, le organizzazioni caritative avrebbero dovuto curarsi di fornire ai poveri le risorse per uscire fuori da un circolo vizioso che si autoalimenta. I lavoratori occupati da queste organizzazioni caritative ritenevano che anche negli Stati Uniti avrebbe dovuto svilupparsi il rigido sistema di classi sicoali presente in Europa.

## Russia

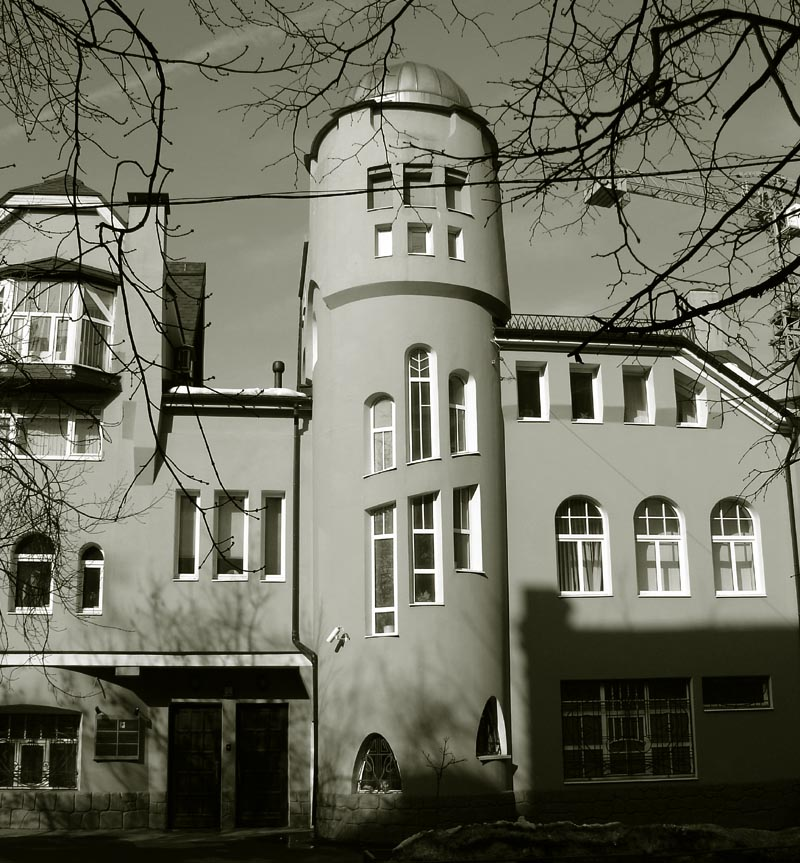
Il Club Comunale per i Lavoratori Minorenni, una "pietra miliare" della rete di Settlement in Russia.

Il movimento si diffuse anche nella Russia imperiale. Nel 1905, Stanislav Shatsky e Alexander Zelenko aprirono una rete di istituti educativi e sociali a nord di Mosca, chiamata "Setlement" ("Сетлемент", una traslitterazione della parola inglese Settlement in lingua russa). Nel 1908 il Governo russo decise di chiudere questa rete di istituti, a causa di una presunta loro attività politica favore del movimento socialista.

## Descrizione
Nel XXI secolo, le settlement house continuano ad essere organizzazioni di tipo comunitario. La loro ampia gamma di servizi spazia dall'educazione primaria, alla prevenzione del crimine e recupero dei minori a rischio psicosociale, a programmi specifici per giovani che avessero superato l'età massima consentita dalla legge per un affido familiare.
I programmi per il recupero dei minori a rischio possono ad esempio consistere in corsi scolastici extracurricolari pomeridiani, spesso dopo gli allenamenti sportivi, duranti i quali studenti volontari praticano giochi di ruolo ed esercizi di gruppo in classi di 10-15 alunni. L'attività sportiva e questo tipo di corsi svilupperebbero delle capacità relazionali, valutate nel profitto scolastico, che statisticamente avrebbero l'effetto di ridurre il bullismo, la delinquenza minorile, e la dispersione scolastica, di migliorare il tasso di scolarità e l'occupabilità di questi minorenni in situazioni critiche.
Dal momento che i servizi sono erogati da professionisti o da studenti volontari, non si presenta più la necessità che queste persone vivano nei medesimi edifici delle persone che versano in stato di bisogno.

## Impatto sociale ed eredità
Lesettlement house influenzarono notevolmente la progettazione urbanistica e l'architettura del XX secolo. Ad esempio l'architetto James Rossant si trovò d'accordo con la visione dell'imprenditore immobiliare Robert E. Simon, e redasse il piano urbanistico della città di Reston (in Virginia), con il proposito di avvicinare e non tenere tra loro distinte persone di diversa estrazione sociale.
Il Movimento Neo-Monastico persegue obbiettivi simili mediante un analogo modello di gestione.